# Ion Vlădoiu
Ion Vlădoiu (ur. 5 listopada 1968 w Călinești) – piłkarz rumuński grający na pozycji napastnika.

## Kariera klubowa
Vlădoiu pochodzi z okolic miasta Pitești. Piłkarską karierę rozpoczął w zespole FC Argeș Pitești i 31 października 1987 roku zadebiutował w pierwszej lidze w wygranym 2:0 meczu z Oțelul Galați. W Argeș występował przez trzy i pół sezonu na ogół zajmując miejsca w środku tabeli. Na początku 1991 roku przeszedł do Steauy Bukareszt. W pierwszych dwóch sezonach wywalczył z nią wicemistrzostwo Rumunii, a w 1992 roku dodatkowo zdobył Puchar Rumunii. Natomiast w 1993 roku został mistrzem kraju i przyczynił się także do wywalczenia tego tytułu w sezonie 1993/1994, pomimo że w połowie sezonu odszedł do Rapidu Bukareszt. W sezonie 1994/1995 zdobył 16 goli i to wzbudziło ponowne zainteresowanie szefów Steauy, którzy z powrotem ściągnęli zawodnika do swojego klubu. Sezon później z 25 golami na koncie Ion został królem strzelców pierwszej ligi Rumunii i trzeci raz w karierze został mistrzem kraju (zdobył też swój drugi puchar kraju).
Latem 1996 roku Vlădoiu wyjechał do niemieckiego 1. FC Köln. W Bundeslidze zadebiutował 18 sierpnia w wygranym 3:0 wyjazdowym meczu z Fortuną Düsseldorf. Już w następnej kolejce ligowej zdobył zwycięskiego gola z TSV 1860 Monachium. Łącznie zaliczył 8 trafień i był drugim strzelcem zespołu po Tonim Polsterze. Sezon 1997/1998 był już mniej udany dla Rumuna, który strzelił tylko 2 gole w lidze i spadł z Köln do drugiej ligi.
Latem 1998 Vlădoiu wrócił do Rumunii. Został zawodnikiem Dinama Bukareszt, w którym odzyskał dawną skuteczność. W sezonie 1998/1999 zdobył 14 bramek i został wicemistrzem Rumunii, a w rundzie jesiennej sezonu 1999/2000 zaliczył 12 trafień w 12 meczach i zimą 2000 przeszedł do niemieckiego drugoligowca Kickers Offenbach, z którym spadł jednak z ligi. Następnie powrócił do Steauy i został z nią po raz kolejny mistrzem kraju. W sezonie 2001/2002 był zawodnikiem Argeș Pitești, a latem 2002 wypożyczono go do Universitatei Craiova. Strzelał jednak coraz mniej bramek – 2 dla Universitatei, a przez rok nie zdobył gola w barwach Argeș. Pierwszą połowę 2004 roku spędził w drugoligowym UTA Arad i następnie zakończył piłkarską karierę.
| Sezon   | Klub                  | Kraj    | Rozgrywki     | Mecze | Bramki |
| ------- | --------------------- | ------- | ------------- | ----- | ------ |
| 1987/88 | FC Argeș Pitești      | Rumunia | Divizia A     | 9     | 2      |
| 1988/89 | FC Argeș Pitești      | Rumunia | Divizia A     | 25    | 3      |
| 1989/90 | FC Argeș Pitești      | Rumunia | Divizia A     | 24    | 3      |
| 1990/91 | FC Argeș Pitești      | Rumunia | Divizia A     | 17    | 5      |
| 1990/91 | Steaua Bukareszt      | Rumunia | Divizia A     | 16    | 9      |
| 1991/92 | Steaua Bukareszt      | Rumunia | Divizia A     | 18    | 4      |
| 1992/93 | Steaua Bukareszt      | Rumunia | Divizia A     | 29    | 10     |
| 1993/94 | Steaua Bukareszt      | Rumunia | Divizia A     | 14    | 1      |
| 1993/94 | Rapid Bukareszt       | Rumunia | Divizia A     | 13    | 6      |
| 1994/95 | Rapid Bukareszt       | Rumunia | Divizia A     | 30    | 16     |
| 1995/96 | Steaua Bukareszt      | Rumunia | Divizia A     | 33    | 25     |
| 1996/97 | 1. FC Köln            | Niemcy  | Bundesliga    | 28    | 8      |
| 1997/98 | 1. FC Köln            | Niemcy  | Bundesliga    | 23    | 2      |
| 1998/99 | FC Dinamo Bukareszt   | Rumunia | Divizia A     | 24    | 14     |
| 1999/00 | FC Dinamo Bukareszt   | Rumunia | Divizia A     | 12    | 12     |
| 1999/00 | Kickers Offenbach     | Niemcy  | 2. Bundesliga | 15    | 5      |
| 2000/01 | Steaua Bukareszt      | Rumunia | Divizia A     | 13    | 10     |
| 2001/02 | Steaua Bukareszt      | Rumunia | Divizia A     | 2     | 0      |
| 2001/02 | FC Argeș Pitești      | Rumunia | Divizia A     | 16    | 8      |
| 2002/03 | Universitatea Craiova | Rumunia | Divizia A     | 13    | 2      |
| 2002/03 | FC Argeș Pitești      | Rumunia | Divizia A     | 9     | 0      |
| 2003/04 | FC Argeș Pitești      | Rumunia | Divizia A     | 7     | 0      |
| 2003/04 | UTA Arad              | Rumunia | Divizia B     | 3     | 1      |

## Kariera reprezentacyjna
W reprezentacji Rumunii Vlădoiu zadebiutował 14 listopada 1992 roku w zremisowanym 1:1 meczu z Czechami. W 1994 roku był w kadrze Rumunii na Mistrzostwach Świata w USA. Tam zagrał w jednym spotkaniu, przegranym 1:4 ze Szwajcarią. Na boisku pojawił się w 70. minucie zmieniając Ilie Dumitrescu, a w 73. minucie otrzymał czerwoną kartkę za faul na Christophe Ohrelu. W 1996 roku został powołany przez Anghela Iordănescu na Mistrzostwa Europy w Anglii, gdzie wystąpił tylko przez 12 minut meczu z Hiszpanią (1:2). Karierę reprezentacyjną zakończył w 2000 roku. W kadrze narodowej zagrał 28 razy i zdobył 2 bramki.